# Рязанский радиозавод
Рязанский радиозавод — российское государственное предприятие электротехнической промышленности, расположенное на улице Лермонтова в Театральном районе города Рязани. Входит в холдинговое объединение «Росэлектроника» государственной корпорации «Ростех».
Из-за вторжения России на Украину предприятие находится под санкциями стран Евросоюза, США, Великобритании, Канады и некоторых других стран.

## История
- 1950 год — назначена дирекция строящегося радиозавода приказом Министра промышленности средств связи СССР № 17 от 19.01.50 г. и развёрнуто строительство.
- 1953 год — принята в эксплуатацию первая очередь радиозавода.
- 1954 год — выпущены первые партии динамических громкоговорителей 1ГД-5, квартирных громкоговорителей «Арфа», кварцевых резонаторов. Радиозаводу присвоено наименование п/я № 86.
- 1955 год — введены в эксплуатацию производственные корпуса и радиозавод определен головным по производству динамических громкоговорителей и звуковых колонок.
- 1956—1958 годы — освоены в производстве динамические громкоговорители (1ГД-9, 1ГД-6, 2ГД-3), звуковещательная станция «Звук» и звукозаписывающая станция «Мох». Выполнена первая экспортная поставка кварцевых резонаторов в Болгарию, динамиков — в Румынию.
- 1959 год — введён в эксплуатацию главный производственный корпус, выпущены первые партии радиостанций «Гранат» (Р-113) для бронетанковой техники.
- 1960—1965 годы — освоены в производстве динамики 1ГД18, 1ГД28, 4ГД-1, войсковой радиовещательный приёмник «ВРП-60», радиопередатчик для морских буёв «Кура», связная радиостанция для рудников и шахт «Шахтёр», радиопередатчик для морских радиобуёв «Беркут».
- 1963 год — введён в эксплуатацию производственный корпус с размещением заводоуправления и пластмассового цеха. Освоен выпуск кварцевых фильтров.
- 1966 год — выпущены первые партии танковых радиостанций «Магнолия» (Р-123) для МО. Приказом Министра радиопромышленности СССР № 166 от 24.03.66 введено наименование п/я Р-6059.

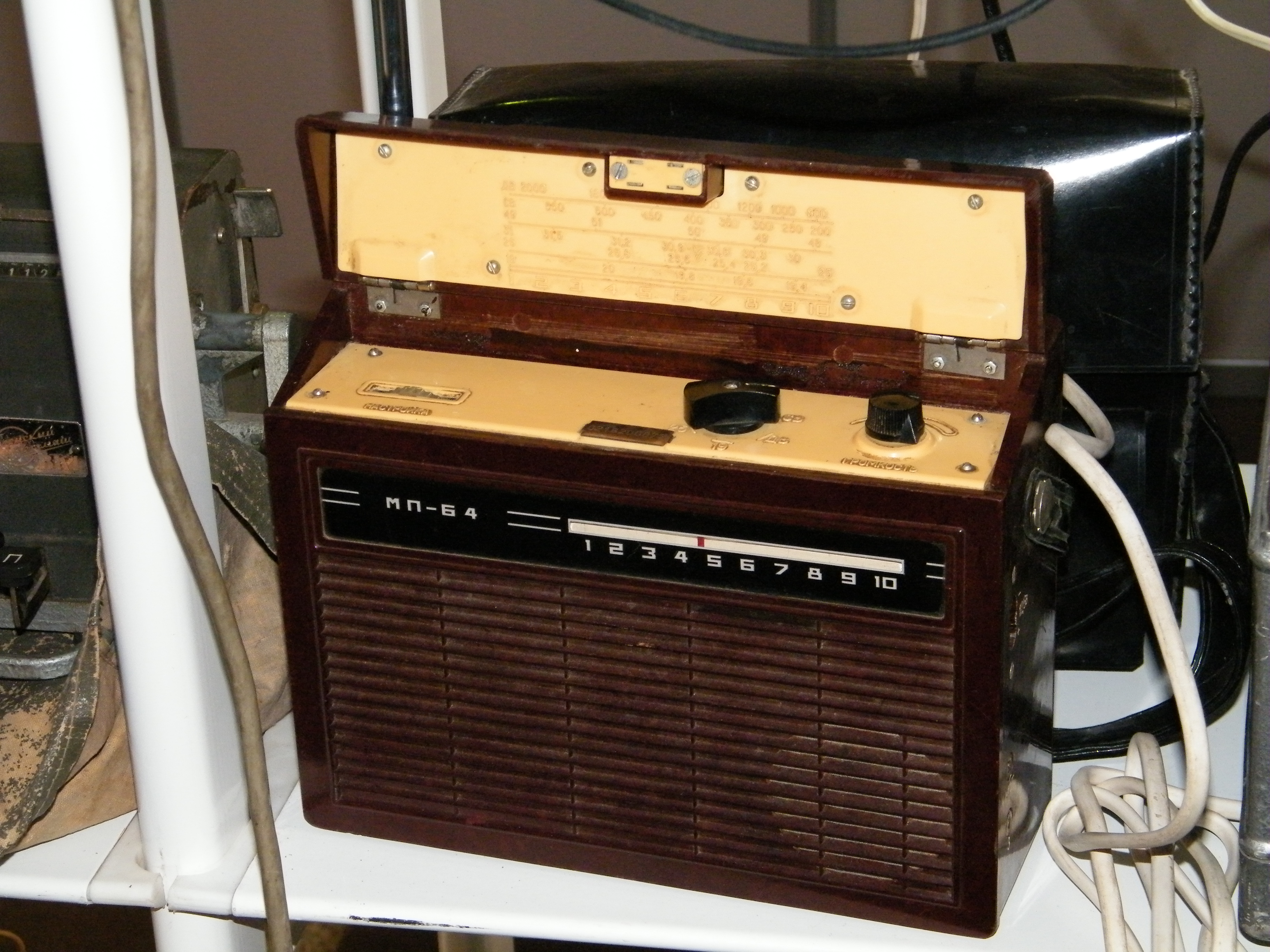
Вещательный радиоприемник МП-64 («Синичка»), разработанный специально для войсковых политработников. Выпускался с 1967 по 1972 г.

- 1967—1970 годы — выпущены первые партии малогабаритного радиоприёмника «Синичка» (МП-64), изделия для космической связи «Корунд», «Фундамент», освоен выпуск мощной звуковещательной станции «Синица» на базе БТР, аппаратуры противолодочной защиты «Амга». Выпущен 100-миллионный динамик.
- 1971—1973 годы — введён в эксплуатацию производственный корпус с размещением гальванического, литейно-механического и штамповочного цеха, выпущены первые партии радиостанций для морских судов «Чайка», автобусных громкоговорящих устройств «АГУ».
- 1974—1979 годы — выпущены первые партии аппаратуры речевой связи «Эвольвента» для комплексов ПВО «С-300». Введён в эксплуатацию инженерный корпус для ОКБ. Выпуск комплекса связи «Виола» для МВД, прецизионного кварцевого генератора «Ландыш», стереонаушников ТДС-3.
- 1980 год — выпущено изделие «Оповещение», «СУО 1000» для озвучивания сооружений Олимпийских игр в Москве. Выпущены первые партии танковых радиостанций «Абзац» (Р-173), сувенирного громкоговорителя «Юность». Ввод производственного корпуса под линию «Мацусита» для изготовления 2 млн динамиков в год.
- 1986—1987 годы — введён в эксплуатацию производственный корпус с размещением инструментального и лакокрасочного цехов. Выпущена партия громкоговорителей «Мещёра 301», трёхпрограммных приёмников «Русь-201», транспортного громкоговорящего устройства «ТГУ». Проведена модернизация радиостанций Р-173М «Мерка» с цифровым каналом связи.
- 1989 год — выпуск аппаратуры речевой связи «ТУФ» для комплексов ПВО «С-300».
- 1990—1992 годы — выпущены автомобильные стереомагнитолы «Мещёра РМ-317СА», радиоудлинитель телефонных линий «ЛЕС1-СИ», малогабаритные стереонаушники «Мещёра Н29С», носимые радиостанции «Мещёра 4М-101».
- 1983—1985 годы — выпущена носимая радиостанция с ППРЧ «Арбалет 2,5», устройства технического маскирования речи «Палтус 1», «Палтус 2».
- 1994 год — радиозавод преобразован в акционерное общество «Рязанский радиозавод».
- 1996—1998 годы — выпущены первые носимые радиостанции Р-168-0.5У из комплекса «Акведук» с встроенным маскированием речи.
- 1999 год — выпущена первая аппаратная П-227БРМ1 на базе БТР с однозоновой системой подвижной радиотелефонной связи в протоколе МРТ1327.
- 2000 год — введён в эксплуатацию комплекс средств подвижной радиосвязи «Гранит В» для организации многозоновой радиосвязи.
- 2001 год — выпущены первые партии базовой пейджинговой станции «Р-169ПСМ» и пейджеров «Р-169ПР», освоено производство носимой радиостанции Р-168-0.5У(С).
- 2002 год — введены в эксплуатацию комплекты технических средств СПРС Р-169 в контейнерах для оперативного развёртывания, носимые радиостанции Р-168 0.5У(П) и Р-168 0.5У(С) со средствами криптозащиты информации. Организовано дочернее предприятие «РУСАудио» с выделением производства динамиков. Освоены новые виды автомобильных акустических систем с поставкой на ГАЗ.
- 2003 год — выпуск первых партий радиостанций Р-169-П-1, освоение производства широкодиапазонной радиостанции Р-168-0.5У(М). Выпуск новых абонентских радиостанций Р-169ВМ и Р-169НМ в комплексе СПРС.
- 2004 год — выпуск первой партии радиостанций для железнодорожного транспорта Р-4.
- 2005 год — освоен выпуск новых радиостанций пятого поколения Р-168-5УН-2, Р-168-25У-2.
- 2005 год — начата модернизация аппаратно-штабных машин системы управления.
- 2006 год — АО «Рязанский Радиозавод» вошел в состав АО «Концерн «Созвездие».
- 2010 год — Освоено направление по разработке, изготовлению и поставке комплексов учебно-тренировочных средств (КУТС) для обучения военных специалистов.
- 2014 год — Предприятие в составе концерна «Созвездие» вошло в АО «ОПК» Госкорпорации Ростех. Среди предприятий концерна Рязанский радиозавод является ведущим по выпуску средств радиосвязи пятого поколения.

АО «Рязанский Радиозавод» на протяжении всего периода своего существования, начиная с принятия в эксплуатацию первой производственной очереди в 1953 году и до настоящего момента, играет важную роль в экономической жизни города и области.
До 2005 года завод входил в перечень стратегических предприятий.

## Награды
- Диплом «АРМИЯ-2021»
- Диплом «Интерполитех-2020»